# Lazcano
Lazcano (oficialmente en euskera: Lazkao) es un municipio español de la provincia de Guipúzcoa (País Vasco). Tiene una población de 5742 habitantes (INE 2019).

## Toponimia
Lazcano pertenece a la serie de topónimos vascos terminados en el sufijo -ano. Filólogos como Julio Caro Baroja o el escritor Luis Mari Mujika establecieron la hipótesis de trabajo de que tanto este sufijo, como el sufijo -ain; muy frecuentes en la toponimia vasco-navarra; eran fruto de la evolución del sufijo latino -anum en tierras vascas.
En muchas regiones del antiguo Imperio romano, el sufijo acusativo -anum unido a un nombre personal formaba el nombre de las posesiones rústicas denominadas fundus. Este nombre solía ser el del propietario original del fundus, ya que si cambiaba luego de poseedor, el nombre del fundus solía mantenerse invariable. Siguiendo esta hipótesis, las poblaciones vascas con sufijo -ain o -ano remontarían su origen a asentamientos rurales de la Época Romana o de la Antigüedad Tardía y Edad Media, que hubiesen mantenido pautas de nombrar las propiedades heredadas de la época romana.
Caro Baroja analizó los topónimos vascos acabados en -ano tratando de establecer el nombre propio que se escondería detrás de cada uno de ellos. Aunque cita Lazcano en su listado como uno de los pocos casos existentes en Guipúzcoa, no propuso en este caso concreto un nombre propio para el topónimo.
La mención más antigua de este topónimo se cree que data del siglo XI (1053), cuando se menciona a un señor de Lazcano, Eneco Lupiç de Laçkanu (sic.), como testigo en la donación de un Monasterio en Vizcaya. Como en otras poblaciones de Guipúzcoa, no se sabe si el nombre de la población deriva del de la casa feudal que mantuvo su control durante la Edad Media o si fue al contrario, que esta había tomado el nombre de la población en la que se asentaba su casa solariega. La Casa de Lazcano fue una de las familias feudales más poderosas de Guipúzcos. No solo eran uno de los 24 parientes mayores de la provincia, sino que eran la cabeza de uno de los dos bandos en las que estos se dividían, los oñacinos. La mención a los señores de Lazcano antecede en más de tres siglos a la primera mención certera de que existe un concejo con este nombre, que según Pablo Gorosábel, se produce en 1399.
El actual nombre vasco y oficial de la población, Lazkao, es fruto, por un lado, de la evolución fonética del primitivo Lazcano, habiéndose perdido la "n" intervocálica (un fenómeno común acontecido en el euskera de los últimos siglos): Lazca(n)o -> Lazcao; y por otro lado, de la adaptación del topónimo a las modernas reglas ortográficas del euskera: Lazcao -> Lazkao. En castellano se ha conservado la variante más antigua del nombre como nombre formal de la localidad.
Lazkao fue adoptada como denominación oficial del municipio el 24 de julio de 1980. El 22 de abril de 1989 fue publicada en el Boletín Oficial del Estado y desde entonces es a todos los efectos la única denominación oficial del municipio, también en documentos oficiales escritos en castellano. Lazcano permanece, sin embargo, como la denominación tradicional y formal del topónimo en castellano.
El gentilicio más habitual utilizado actualmente en castellano para referirse a los habitantes de Lazcano es el gentilicio vasco lazkaotarra. Los lazkaotarras son apodados antzarrak (gansos en euskera).

## Geografía
Integrado en la comarca de Goyerri, se sitúa a 46 kilómetros de la capital provincial. El término municipal está atravesado por la autovía del Norte N-I en el pK 420 y por la carretera provincial GI-2120 que conecta con Beasáin y Atáun. 
El relieve del municipio tiene dos zonas diferenciadas. La zona norte es más llana al encontrarse en el valle del río Agauntza, afluente del río Oria. La zona sur es más montañosa, destacando el pico Aranzatumendi (725 m) en el extremo sur. La altitud del municipio oscila entre los 725 metros (pico Aranzatumendi) y los 150 metros cerca de la desembocadura del Agauntza. El pueblo se alza a 164 metros sobre el nivel del mar, rodeado de montes. Un exclave del municipio se encuentra en el parque natural de Aralar. 
| Noroeste: Beasáin   | Norte: Beasáin y Villafranca de Ordizia | Noreste: Zaldivia         |
| Oeste: Olaberría    |                                         | Este: Zaldivia            |
| Suroeste: Idiazábal | Sur: Atáun                              | Sureste: Atáun y Zaldivia |

### Fauna y flora
Formaciones vegetales de hayedo y tejo; encinares fauna de montaña.

## Demografía
Lazkano cuenta con una población de 6055 habitantes (INE 2024).
| Gráfica de evolución demográfica de Lazkano entre 1842 y 2021                                                       |
| |
| Población de derecho según los censos de población del INE Población de hecho según los censos de población del INE |

## Administración y política
| Partido político                                              | 2019  | 2019       | 2015  | 2015       | 2011  | 2011       | 2007  | 2007       | 2003        | 2003        | 1999    | 1999       | 1995  | 1995       |
| Partido político                                              | %     | Concejales | %     | Concejales | %     | Concejales | %     | Concejales | %           | Concejales  | %       | Concejales | %     | Concejales |
| Euzko Alderdi Jeltzalea-Partido Nacionalista Vasco (EAJ-PNV)  | 47,14 | 7          | 47,26 | 7          | 34,74 | 5          | 53,27 | 8          | 68,66       | 10          | 39,75   | 5          | 35,14 | 4          |
| Euskal Herria Bildu (EH Bildu)-Bildu                          | 45,79 | 6          | 43,25 | 6          | 48,62 | 7          | —     | —          | —           | —           | —       | —          | —     | —          |
| Partido Socialista de Euskadi-Euskadiko Ezkerra (PSE-EE PSOE) | 5,51  | 0          | 6,47  | 0          | 10,75 | 1          | 19,04 | 3          | 13,85       | 2           | 11,87   | 1          | 13,03 | 1          |
| Partido Popular del País Vasco (PP)                           | —     | —          | —     | —          | 2,94  | 0          | 5,95  | 1          | 9,45        | 1           | 7,84    | 1          | —     | —          |
| Ezker Batua-Berdeak (EB-B)                                    | —     | —          | —     | —          | —     | —          | 10,36 | 1          | 6,09        | 0           | 4,63    | 0          | 7,06  | 1          |
| Eusko Alkartasuna (EA)                                        | —     | —          | —     | —          | —     | —          | —     | —          | Con PNV     | Con PNV     | Con PNV | Con PNV    | 15,38 | 2          |
| Euskal Herritarrok (EH)-Herri Batasuna (HB)                   | —     | —          | —     | —          | —     | —          | —     | —          | Ilegalizado | Ilegalizado | 34,72   | 4          | 27,47 | 3          |

## Cultura

### Patrimonio
- Palacio de los Lazcano, situado en el casco histórico de la villa, es de estilo castellano del siglo XVII. Destaca el escudo nobiliario en la fachada y un patio interior con fuente central y galería alrededor.
- Monasterio de Santa Teresa de Jesús, de monjes Benedictinos, antes de Carmelitas Descalzas.
- Monasterio de Santa Ana, también llamado de las Bernardas Recoletas, regentado por monjas Cistercienses.
- Iglesia parroquial de San Miguel Arcángel.
- Ermita de San Prudencio, en las afueras del municipio. Alberga una Andra Mari del siglo XIV y una imagen de San Prudencio.
- Ermita de San Juan Evangelista, junto a la carretera de Navarra.
- Ermita de San Juan Ante Portam-Latinam o San Juan Chiqui, en el barrio de Lazkaomendi.

### Idioma
En 2001 el número de vascófonos ascendía al 63,08 % de la población.[cita requerida]

### Fiestas
- Día del Astotxo (Día del Borrico), primer domingo después del Día de Reyes.

Una vez al año, el primer domingo tras el Día de Reyes, el centro histórico se transforma en Judea y cerca de dos centenares de lazkaotarras recrean la huida de la Sagrada Familia hacia Egipto tras la orden dictada por Herodes de asesinar a todos los niños menores de dos años de la zona. La única compañía de José, María y Jesús en esa aventura es un pequeño burro, el protagonista del día.
Se trata de una tradición que se remonta al siglo XVII. Fue doña María de Lazcano, esposa del almirante Antonio Oquendo, quien quiso que se representara este pasaje del Evangelio en el convento de las monjas cistercienses que ella misma mandó construir. La representación se llevaba a cabo con figuras y durante muchos años la tradición consistió en acudir a visitar esas figuras y llevarse a casa las obleas elaboradas por las monjas del convento , que todavía se hacen.
Varias decenas de niños corretean entre los puestos de frutas, hortalizas y panes del mercado de Belén, mientras soldados de Herodes, a lomos de sus caballos, comprueban que todo está en orden. Poco después, llegan los Reyes Magos a caballo a Belén. El momento más emocionante llega con la entrada de Herodes, sobre una estructura que portaban al hombro varios hombres.

## Personas destacadas
- José Miguel Iztueta / Lazkao Txiki
- Josefa Ignacia Albisu Aranburu / Joxpinixi